# Jacques Denavit
Jacques Denavit, né à Paris le 1er octobre 1930 et mort le 12 septembre 2013 à Pleasanton, et un physicien franco-américain, connu pour avoir développé avec Richard Hartenberg le modèle Denavit-Hartenberg.

## Biographie

### Origines
Jacques Denavit naît le 1er octobre 1930 dans le 16e arrondissement de Paris, du mariage de Georges Denavit (1883-1967), agent de change établi à Paris, et Marie Arnould (1896-1981). La famille Denavit est une ancienne famille de la haute bourgeoisie lyonnaise, où elle est connue depuis le XVIIe siècle.

### Formation universitaire
Après son baccalauréat, Jacques Denavit obtient une maîtrise en mathématiques générales et en physique à l'Université de Paris, avant d'être diplômé d'une maîtrise ès sciences en génie électrique en 1953, puis d'un doctorat en génie mécanique à la Northwestern University en 1956.
C'est à l'occasion de ses travaux de doctorat qu'il développe avec son professeur Richard Hartenberg un modèle mathématique, dit de Denavit-Hartenberg, dès 1954. Ce dernier, très utilisé en robotique, permet de caractériser la position relative de deux solides avec seulement quatre paramètres (au lieu de six), au prix de certaines restrictions dans le choix des systèmes de coordonnées. 

### Une carrière d'enseignant-chercheur
Après ces premiers travaux, Jacques Denavit est nommé professeur de génie mécanique et nucléaire à la Northwestern University, où il enseigne de 1958 à 1982. Il devient également chercheur en physique des plasmas au Laboratoire de recherche naval de 1969 à 1971 puis au laboratoire national Lawrence Livermore, de 1982 à 1993.
En 1977, en récompense de ses travaux, il est élu fellow de l'American Physical Society.

### Travaux scientifiques
Jacques Denavit publia en 1964, avec Richard Hartenberg, sa Kinematic Synthesis of Linkages (ou Synthèse cinétique des liens), qui le rendit célèbre, et vulgarisa les notions mathématiques, encore utilisées aujourd'hui, pour décrire le mouvement robotique qui porte son nom (paramètres de Denavit-Hartenberg).
Considéré par ailleurs comme un pionnier de la simulation informatique des plasmas, Jacques Denavit a publié de nombreux articles scientifiques dans ce domaine. 
Au Laboratoire national Lawrence Livermore, Jacques Denavit apporte d'importantes contributions aux domaines de la fusion par confinement inertiel et de l'interaction laser-matière à impulsions courtes de haute intensité, menant des projets de recherche et d'innovation majeurs, liés au Ministère de la Défenses américain. 

### Famille
Jacques Denavit avait épousé en 1954 Catherine Dahlinger, originaire de Nashville, dans le Tennessee, avec qui il a eu trois enfants, vivant aux États-Unis.

## Principales publications
- Systematic Mechanics, Design, Machine design, Jacques Denavit et Richard Hartenberg, 1954.
- Kinematic notation for lower-pair mechanisms based on matrices, Journal of applied mechanics, Jacques Denavit et Richard Hartenberg, 1955.
- Kinematic Synthesis... What it's All About, Machine design, Jacques Denavit et Richard Hartenberg, 1956.
- Men and machines : an informal history, Machine design, Jacques Denavit et Richard Hartenberg, Scheunemann, 1956.
- Kinematic Synthesis of Linkages, Jacques Denavit et  Richard Hartenberg, McGraw - Hill Book Company, 1964.
- Kinematics of mechanisms from the time of Watt (auteur secondaire), 1962.
- Pendant la Guerre. Growing-up in France during World War II, 2012.